# Stanisław Gieszkowski
Stanisław Gieszkowski (ur. 19 czerwca 1801 w Krakowie, zm. 31 marca 1851 tamże) – polski drukarz, księgarz, wydawca.

## Życiorys
Był praktykantem w drukarni Jana Antoniego Maya. Po wyzwoleniu w 1821 roku został jej kierownikiem, ale w 1825 roku założył przy Rynku Głównym własną drukarnię, którą prowadził razem z bratem Ignacym Gieszkowskim. W 1837 roku kupił drukarnię Kwartalnika Naukowego Antoniego Zygmunta Helcla. W 1840 roku po wylicytowaniu budynku dawnego kolegium jezuickiego przy ulicy Grodzkiej 55 ( wówczas Grodzka 117) zburzył go i w tym miejscu zbudował nowy budynek do którego przeniósł drukarnię. Po zakupie w 1844 roku maszyny pospiesznej pierwszej w Krakowie) jego drukarnia była najnowocześniejsza w Krakowie. Od 1843 roku prowadził papiernię w Krzeszowicach.
W latach 1828–1831 wydawał Gońca Krakowskiego, a od 1832 Gazetę Krakowską. W okresie od 28 stycznia do 3 marca 1846 Dziennik Rządowy Rzeczypospolitej Polskiej. W 1828 roku wydał w nakładzie 500 egzemplarzy Konrada Wallenroda Adama Mickiewicza przedrukowując wydanie petersburskie Karola Kraja.
Od 1843 roku prowadził w swoim domu księgarnię i skład nut oraz wypożyczalnię książek. Zmarł w 1851 roku. Pochowany na Cmentarzu Rakowickim. W 1856 roku jego drukarnia została sprzedana Karolowi Budweiserowi.